# روبرت كولمان
روبرت كولمان (بالإنجليزية: Robert Coleman)‏ هو شخصية أعمال أمريكي، ولد في 4 نوفمبر 1748 في مقاطعة دونيجال في جمهورية أيرلندا، وتوفي في 14 أغسطس 1825 في لانكستر في الولايات المتحدة.